# Reinhold Hermann
Albert Reinhold Richard Hermann (* 10. November 1885 in Berlin; † 29. April 1945 in Creußen) war ein deutscher Buchdrucker, Gewerkschafter und Widerstandskämpfer.

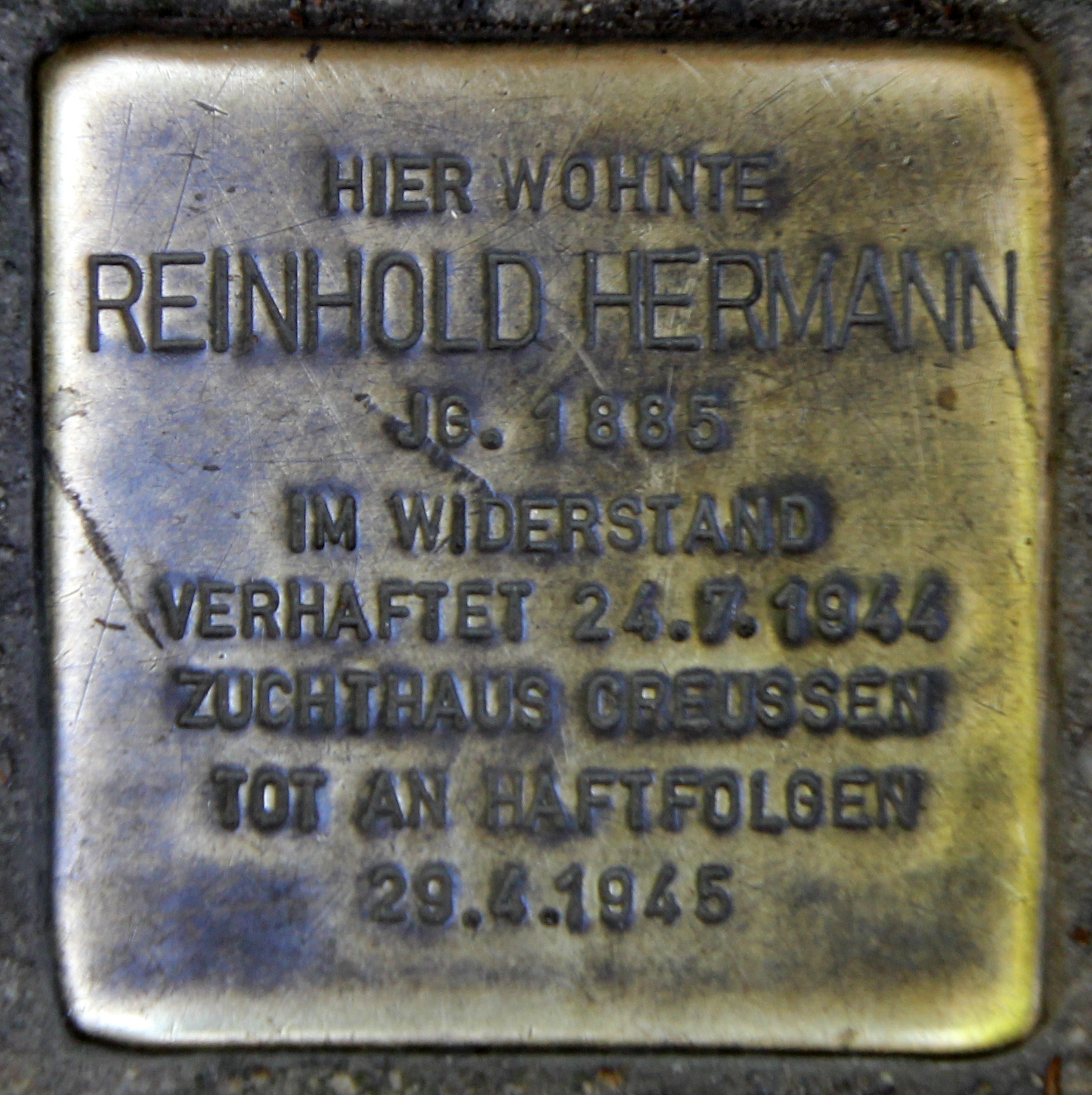
Stolperstein am Haus Weserstraße 54 in Berlin-Neukölln

## Leben
Reinhold Hermann war Sohn des Schlossers Richard Hermann und dessen Ehefrau Emma Regina geborene Hagen und wurde in der Lausitzer Straße 38 geboren. Er erlernte das Buchdruckerhandwerk und arbeitete in den folgenden Jahren in seinem Beruf. Seit dem Jahr 1918 war er Mitglied der SPD. Außerdem wurde er im Deutschen Buchdruckerverband aktiv und in dessen Vorstand gewählt. Bereits seit 1917 war er Betriebsratsvorsitzender bei der Firma Hempel, deren Betriebsstätte sich im Buchgewerbehaus Müller & Sohn befand.
Ab dem Jahr 1943 beteiligte er sich am Widerstand gegen den Nationalsozialismus und unterstützte die Ziele des Nationalkomitees Freies Deutschland (NKFD). Gemeinsam mit seiner Ehefrau Gertrud Hermann stellte er seine Wohnung für „illegale“ Treffen der Saefkow-Jacob-Bästlein-Organisation zur Verfügung. Er beteiligte sich an der Herstellung von antifaschistischen Aufklärungsschriften. In seinem Wohnumfeld in der Weserstraße gab es weitere Mitstreiter der Widerstandsgruppe.
Am 24. Juli 1944 wurde Reinhold Hermann verhaftet; vor seiner Verhaftung arbeitete er in der Druckerei des „Völkischen Beobachters“. Er wurde wegen „Vorbereitung zum Hochverrat“ angeklagt, aber noch vor der Hauptverhandlung des Volksgerichtshofes nach Bayreuth transportiert. Er starb dort im Zuchthausaußenlager Creußen an den Folgen der Haft und des Transportes.

## Würdigungen
Vor dem Haus Weserstraße 54 in Berlin-Neukölln wurde zu seinem Gedenken am 12. September 2008 ein Stolperstein verlegt.